# Université Paris-Dauphine
Université Paris-Dauphine är en offentlig forskningsinstitution vid Université PSL, i Paris, Frankrike. Det är den enda institutionen i Frankrike som både är en grande école och universitet. Dauphine grundades som en fakultet för ekonomi och ledning 1968 i Natos tidigare högkvarter i västra Paris (16:e arrondissementet) och blev 1970 Université Paris IX-Dauphine (när det 2004 blev en Grand Établissement försvann "IX").
Dauphine är känt för sin undervisning i ekonomi, ekonomi, matematik, juridik och affärsstrategi.

## Kända alumner
- Audrey Azoulay, fransk politiker inom Socialistiska partiet
- Jean Tirole, fransk nationalekonom